# Lex Cassia agraria
Droit romain et lois romaines
Leges sacratae
(494 - 492 av. J.-C.) Lex Pinaria Furia
(472 av. J.-C.)
La Lex Cassia agraria (en français : « loi agraire de Cassius ») est proposée en 486 av. J.-C. par Spurius Cassius Vecellinus au cours de son troisième consulat. Elle a pour objectif de répartir les terres conquises sur les Herniques entre les alliés latins et les plébéiens. Les patriciens s'opposent à sa promulgation et la loi est remise en avant plusieurs années d'affilée par les tribuns de la plèbe, sans succès.

## Contexte
En 493 av. J.-C., lors de son deuxième consulat, Spurius Cassius Vecellinus négocie seul, avec les Latins qui ont été vaincus lors de la bataille du lac Régille. Les négociations de paix débouchent sur la signature d'un traité, le foedus Cassianum, du nom du consul. En 486 av. J.-C., Vecellinus, de nouveau consul, étend les clauses de ce traité au peuple des Herniques qui vient d'être défait à son tour,, et plus précisément aux Herniques qui se sont organisés en une Ligue s'étendant autour de la ville d'Anagnia. Ce foedus Hernicum, copie conforme du premier traité, permet à Rome de consolider son système d'alliance et de faire face dans les meilleures conditions à la menace croissante que représentent les Volsques et les Èques. D'après Tite-Live, les Herniques cèdent les deux-tiers de leur territoire selon les clauses du traité de paix et se pose alors la question de la répartition de ces terres.

## Proposition de la loi

### Le problème du partage des territoires conquis
Spurius Cassius Vecellinus est peut-être lui-même d'origine plébéienne et intègre probablement le patriciat au tout début de la République, faisant de lui un patres conscripti. Il est généralement considéré comme un défenseur des ruraux et de la plèbe face aux excès du patriciat, suffisamment influent pour être en mesure de rivaliser avec les patriciens chefs de gentes. En 493, alors qu'il est consul, il est même choisi pour dédier le temple de Cérès qui devient le quartier général des plébéiens.
Vecellinus propose donc une loi favorable à la plèbe. Elle prévoit le partage des terres récemment annexées en deux parties égales, la première destinée aux Latins, alliés de Rome depuis la conclusion du foedus Cassianum, et la deuxième destinées à être divisée entre les plébéiens. Selon Tite-Live, Vecellinus aurait même eu l'intention d'ajouter dans ce partage des terres de l'ager publicus que des patriciens se seraient, selon lui, abusivement appropriés. Par cette loi, Vecellinus entend donc dénoncer le processus par lequel les patriciens s'emparent des nouvelles terres afin d'y établir de nouveaux clients et ainsi renforcer leur puissance face à une plèbe qui est exclue des territoires conquis. Le projet de loi (rogatio) alarme les patriciens étant donné que les biens de la plupart d'entre eux sont directement concernés par la mesure.

### Condamnation et exécution de Vecellinus

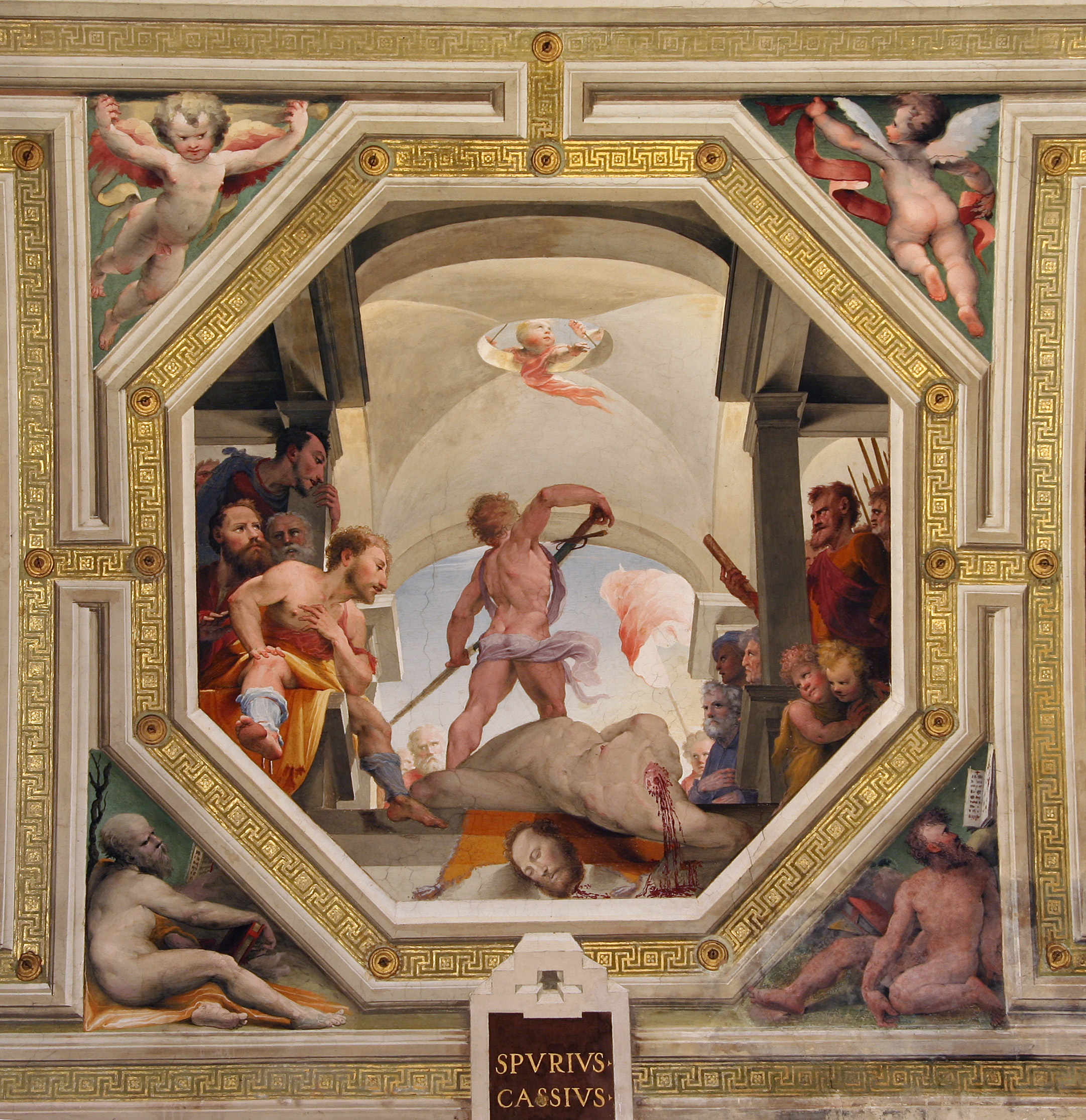
Spurius Cassius exécuté par son père pour avoir envisagé de devenir roi, une des scènes de justice romaine décorant un palais à Sienne, par Domenico Beccafumi (entre 1529 et 1535).

La riposte des patriciens ne tarde pas. Le collègue de Vecellinus au consulat, Proculus Verginius Tricostus Rutilus, reçoit le soutien des patriciens les plus puissants et utilise son droit de veto pour s'opposer au projet de loi,. Selon Denys d'Halicarnasse, Tricostus bénéficie en plus du soutien de certains tribuns de la plèbe, probablement des clients de patriciens,. Mais l'accusation de Vecellinus, dès la fin de son mandat de consul, n'est pas assurée par ces derniers devant la plèbe mais par deux questeurs, Kaeso Fabius Vibulanus et Lucius Valerius Potitus, qui portent l'affaire devant tout le peuple. Selon Tite-Live, le procès n'est pas public mais privé avec l'intervention du père de Vecellinus.
Vecellinus est condamné pour perduellio, c'est-à-dire qu'il a été reconnu coupable de mettre tout en œuvre, obtenir les faveurs de la plèbe et le soutien de peuples alliés, pour devenir roi,. Les patriciens, qui contrôlent le déroulement du procès, ont réussi à manœuvrer la plèbe grâce à une habile propagande et à retourner son opinion contre Vecellinus alors même que ce dernier bénéficiait d'une très grande popularité depuis des années. Vecellinus est finalement exécuté et son projet de loi n'aboutit pas.

## Conséquences
La mort de Vecellinus et l'abandon de sa proposition de loi sonnent comme une défaite pour la plèbe : entre 486 et 471, les noms d'origine plébéienne disparaissent des Fastes consulaires alors qu'entre 504 et 486, l'élite plébéienne détient un cinquième des consulats.
Mais si le patriciat semble avoir réussi à imposer temporairement sa prééminence politique, les tribuns de la plèbe évoquent chaque année la loi agraire et s'opposent de plus en plus ouvertement aux patriciens à ce sujet : entre 486 et 474, les tribuns proposent cinq rogationes agrariae. Les patriciens parviennent à tenir ces revendications en échec grâce à leur contrôle sur le tribunat plébéien qui leur permet de bloquer les initiatives de l'un d'eux en utilisant le pouvoir d'intercessio de son collègue. En 473, le tribun Cnaeus Genucius poursuit les deux consuls de l'année passée pour s'être opposés à la loi agraire de 486. Le tribun est trouvé mort la veille du procès, probablement assassiné à l'instigation des patriciens qui se sont peut-être rendu compte qu'ils perdaient progressivement le contrôle sur les institutions plébéiennes. En 472, à la suite de ce décès suspect et de l'action de Volero Publilius, un nouveau projet de loi remet en cause le fragile équilibre obtenu après la mort de Vecellinus.

## Historicité de la loi
La proposition de loi telle que rapportée par Tite-Live et Denys d'Halicarnasse est aujourd'hui considérée comme historiquement douteuse et ne serait qu'une invention de l'annalistique tardive, une anticipation des lois agraires proposées par les Gracques,, même s'il est admis que la question agraire s'est effectivement posée au cours du Ve siècle av. J.-C. La façon dont sont rapportés les évènements paraît anachronique et trop romancée pour être authentique mais il est évident que l'année 486 est une année charnière délimitant deux périodes distinctes des Fastes. Les évènements de cette année-là ont eu pour conséquence l'effacement quasi total de la plèbe au profit de l'oligarchie qui a monopolisé les hautes magistratures pendant quinze années consécutives.